# روسلان کوریان
روسلان هراچی کوریان (ارمنی: Ռուսլան Հրաչի Կորյան; روسی: Руслан Грачевич Корян؛ زادهٔ ۱۵ ژوئن ۱۹۸۸) یک بازیکن فوتبال در پست مهاجم اهل ارمنستان است.

## باشگاهی
از باشگاه‌هایی که در آن بازی کرده‌است می‌توان به اولیمپیک دونتسک، دینامو-۳ کیف، سوچی-۰۴، داک ۱۹۰۴ دونایسکا استردا، موردوویا سارانسک، زسکا روستوف-نا-دونو، لوچ-انرگیا، لوکوموتیو تاشکند، زسکا خاباروفسک، پیونیک و استقلال دوشنبه اشاره کرد.
لوچ-انرگیا
- Russian PFL, کنفرانس شرقی (۱) ۲۰۱۲–۱۳
- Russian NFL Cup: 2014

لوکوموتیو تاشکند
- Uzbekistan Super Cup (۱): ۲۰۱۴

## تیم ملی
وی همچنین در تیم ملی فوتبال ارمنستان بازی کرده‌است. کوریان نخستین بازی ملی خود را در تاریخ ۹ مارس ۲۰۱۵ در الباسان در مقابل آلبانی انجام داد است وی در آن بازی در دقیقه ۸۴ جایگزین آرتور یدیگاریان شد.

### گل‌های ملی
| ردیف | تاریخ          | ورزشگاه                                          | حریف            | گل زده | نتیجه | رقابت                             |
| ---- | -------------- | ------------------------------------------------ | --------------- | ------ | ----- | --------------------------------- |
| ۱.   | ۴ ژوئن ۲۰۱۷    | ورزشگاه جمهوریت وازگن سارگسیان، ایروان، ارمنستان | سنت کیتس و نویس | ۱–۰    | ۵–۰   | بازی دوستانه                      |
| ۲.   | ۱۰ ژوئن ۲۰۱۷   | ورزشگاه شهر پودگوریتسا، پودگوریتسا، مونته‌نگرو    | مونته‌نگرو       | ۱–۴    | ۱–۴   | 2018 FIFA World Cup qualification |
| ۳.   | ۴ سپتامبر ۲۰۱۷ | ورزشگاه هرازدان، Yerevan, Armenia                | دانمارک         | ۱–۰    | ۱–۴   | 2018 FIFA World Cup qualification |